# Poeciliopsis pleurospilus
Poeciliopsis pleurospilus es un pez de la familia de los pecílidos en el orden de los ciprinodontiformes.

## Hábitat
Es una especie de agua dulce.

## Distribución geográfica
Se encuentran en Norteamérica.